# Bulgarische Fußballmeisterschaft 1931
Die Bulgarische Fußballmeisterschaft 1931 war die siebte Spielzeit der höchsten bulgarischen Fußballspielklasse. Die Gewinner der zwölf regionalen Bezirke ermittelten den Meister im Pokalmodus.

## Teilnehmer
| - AS 23 Sofia - Pobeda Plowdiw - Etar Tarnowo - Bulgaria Chaskowo - Khan Omurtag Schumen - Lewski Dupniza | - Napredak Russe - Pobeda 26 Plewen - Schipenski Sokol Warna - Slawa Jambol - Sportist Widin - Orel-Tschegan 30 Wraza |

## 1. Runde
|                        | Ergebnis |                        |
| ---------------------- | -------- | ---------------------- |
| Schipenski Sokol Warna | 1:0      | Pobeda Plowdiw         |
| Slawa Jambol           | 3:1      | Sportist Widin         |
| AS 23 Sofia            | 5:0      | Etar Tarnowo           |
| Napredak Russe         | 3:1      | Pobeda 26 Plewen       |
| Khan Omurtag Schumen   | 2:0      | Lewski Dupniza         |
| Bulgaria Chaskowo      | 6:2      | Orel-Tschegan 30 Wraza |

## Viertelfinale
|                        | Ergebnis |                      |
| ---------------------- | -------- | -------------------- |
| AS 23 Sofia            | 7:0      | Slawa Jambol         |
| Schipenski Sokol Warna | 5:1      | Bulgaria Chaskowo    |
| Napredak Russe         | 3:1      | Khan Omurtag Schumen |

## Halbfinale
Ein Freilos erhielt: Schipenski Sokol Warna
|             | Ergebnis |                |
| ----------- | -------- | -------------- |
| AS 23 Sofia | 3:1      | Napredak Russe |

## Finale
| Datum      |             | Ergebnis |                        |
| ---------- | ----------- | -------- | ---------------------- |
| 13.09.1931 | AS 23 Sofia | 1 3:0 1  | Schipenski Sokol Warna |